# Mathias Corvinus Collegium
A Mathias Corvinus Collegium (MCC) 1996-ban alapított Kárpát-medencei tehetséggondozó intézmény, amely az általános iskola felső tagozatától a felnőtt korig működtet ingyenes tehetséggondozási programokat. Ezek a hagyományos köz- és felsőoktatást kiegészítve nem csupán egy tudományterületet érintő, hanem interdiszciplináris jellegű tudást képviselnek. Az MCC emellett tudásközpontként is működik, mobilitási programokat szervez, ösztöndíjprogramokat biztosít, könyveket és tudományos írásokat jelentet meg, nemzetközi konferenciákat és vitafórumokat szervez. Az MCC célja, hogy a nemzetért és a szűkebb közösségükért tenni akaró fiataloknak lehetőséget adjon képességeiket kibontakoztatására térítésmentesen, földrajzi és anyagi helyzetüktől függetlenül.
Az alapításhoz szükséges feltételeket a Tihanyi Alapítvány biztosította az induláskor, amelyet Tombor András, a sajtóhírek szerint magyar politikai körökhöz kötődő kötődő üzletember és családja hozott létre. 2020-ban a korábbi alapítvány helyére a közfeladatot ellátó közérdekű vagyonkezelő alapítvány, a Mathias Corvinus Collegium Alapítvány lépett, ami a pénzügyi alapok megerősödésével és új célok meghatározásával járt.
Az alapítvány kuratóriumi elnöke Orbán Balázs, a miniszterelnök politikai igazgatója, az MCC főigazgatója Szalai Zoltán, a Mandiner lapigazgatója. Az MCC hallgatói és szolgáltatási köre fokozatosan bővült, mára a Kárpát-medence egyik legnagyobb tehetséggondozó intézményévé nőtte ki magát. A több százmilliárd forintnyi közpénzzel támogatott alapítványt kritikusai kormányközeli káderképzőként jellemzik; az MCC saját meghatározása szerint „ideológiailag független, de nem értéksemleges”.

## Története
1996-ban az alapító Tombor András és családja jelentős összeget ajánlott fel tehetséggondozó intézmény létrehozására. Kezdeményezésük célja az volt, hogy a kiemelkedően tehetséges és Magyarország jóléte iránt elkötelezett fiatalokat felkarolják, és olyan továbbképzést nyújtsanak nekik, amely a hagyományos iskolarendszer keretein belül idő és erőforrás hiányában nem lehetséges. Az intézmény eleinte középiskolásokat és felsőoktatásban tanulókat fogadott. A foglalkozások mellett elindult egy tutori rendszer, valamint az első előadássorozatok és külföldi tanulmányutak is.
A 2000-es években Maróth Miklós vezette az intézményt, az intézményben oktatott szakirányok külön irányítás alá kerültek. 2001-ben jött létre 47 hallgatóval a bentlakásos kollégium a budapesti Somlói úton a Gellért-hegyen. 2002-ben indult a távoktatáson és szombati tanítási napokon alapuló Középiskolás Program, majd a jog, közgazdaságtan, társadalomtudományok, nemzetközi kapcsolatok és kommunikáció terén indított kétéves képzések, ahova a Juniorképzést elvégzett diákok jelentkezhettek. 2009-ben alakították meg a Vezetőképző Akadémiát azzal a céllal, hogy fejlesszék a résztvevők felkészültségét, világlátását és nemzetközi gondolkodásmódját. A képzési rendszer megújítása mellett, 2008-tól kezdődően az MCC a könyvpiacon is megjelent társkiadóként.
A 2010-es években Kolozsváron és Székelyudvarhelyen indult középiskolás, majd egyetemi program. 2015-ben elindult a Fiatal Tehetség Program általános iskolások részére, ahol a közoktatásban nem oktatott, ugyanakkor a mindennapokhoz szorosan kapcsolódó területeken szerezhettek tapasztalatokat a diákok. 2017-ben a képzési portfólió közéleti vezetőképzők szervezésével is kiegészült, elsőként az Erdélyi Politikai Iskola elindításával, 2018-ban további két posztgraduális képzés, a Kárpátaljai Közéleti Vezetőképző és Női Közéleti Vezetőképző kezdte meg működését. Még ebben az évben megalakult a Roma Tehetség Program is, valamint bővült az Egyetemi Program a Mindset-Pszichológia szakiránnyal. 2019-ben kezdődött a demokratikus párbeszédkultúra építését célzó Vitaakadémia, valamint az MCC Budapest Summit és MCC Budapest Lectures nemzetközi programok.
Az intézmény fenntartója 2020 júniusában a Mathias Corvinus Collegium Alapítvány lett. Az Országgyűlés a MOL Nyrt. és a Richter Gedeon Nyrt. vállalatok részvényeinek 10-10 százalékát, továbbá a Somlói úti ingatlanokat az alapítványnak adta. A megújulással párhuzamosan az MCC szervezete és testületei is átalakultak. Az egykori alapítók által irányított Tihanyi Alapítvány megszűnésével egy időben felállt az új Mathias Corvinus Collegium Alapítvány, amelynek elnöke Orbán Balázs akkori miniszterhelyettes lett, főigazgatója pedig Szalai Zoltán. Még ugyanebben az évben az alapítvány újabb támogatást kapott a központi költségvetésből, ezzel vagyona 400 milliárd Ft-ra nőtt.

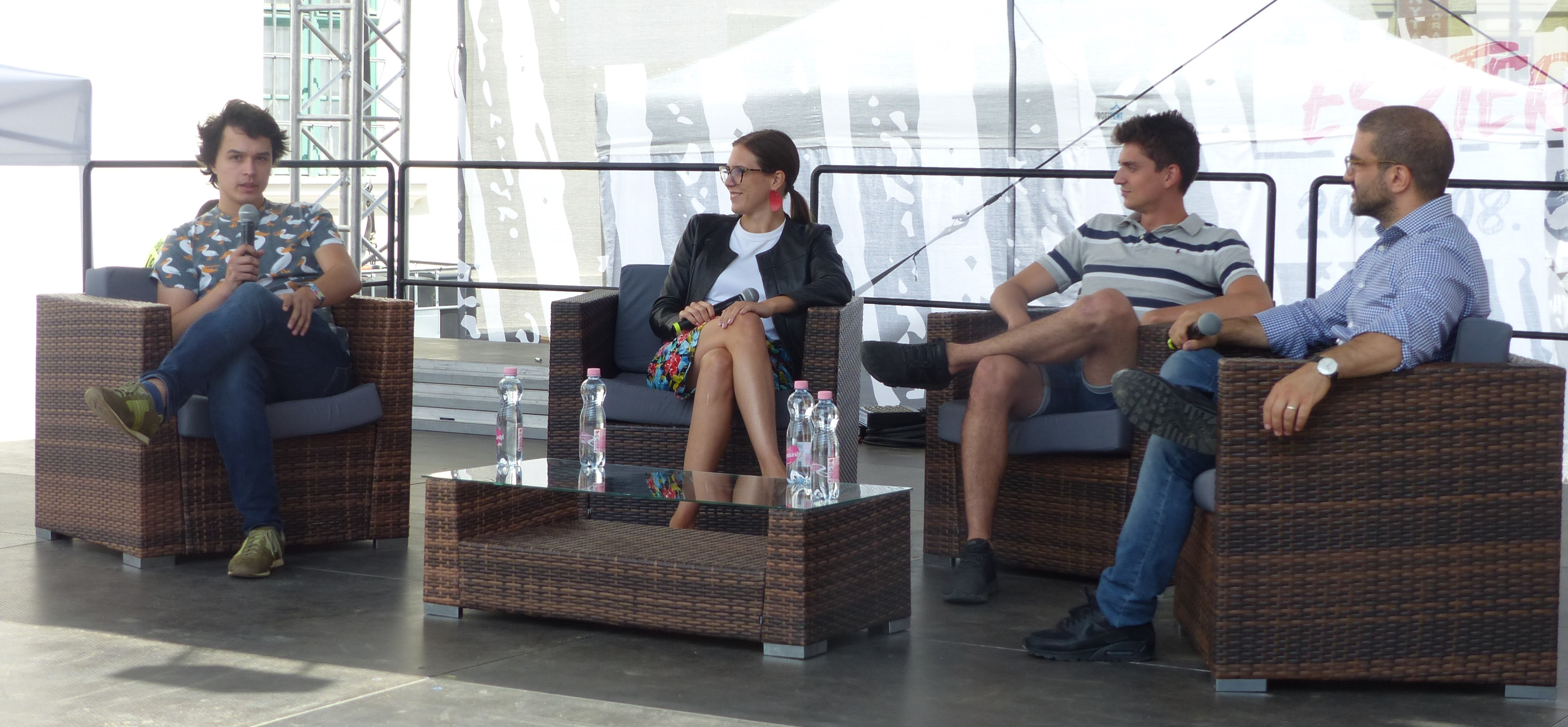
Mesterséges intelligencia és az emberi természet – panelbeszélgetés az MCC Feszten 2021-ben

Az MCC 2021-ben tovább bővítette tevékenységét, újabb településekhez és emberekhez eljutva. Első alkalommal került megrendezésre az MCC Feszt elnevezésű tehetséggondozó fesztivál Esztergomban, amin több hazai és külföldi előadó is részt vett, köztük Tucker Carlson, Dennis Prager amerikai politikai kommentátor vagy Abishur Prakash indiai származású geopolitikai jövőkutató. Az MCC regionális hálózata jelentősen növekedett, 2023-ra az MCC 23 Kárpát-medencei helyszínen – 15 magyarországi és 9 külhoni városban – volt jelen, ahol elhanyagolt épületek felújításába is belefogtak.
Az MCC 2022-ben nyitotta meg első nyugat-európai központját Brüsszelben. A 2023-as évet 7000 fős diáklétszámmal az Egyetemi Program második képzési szintjének vidéki egyetemi központokban való elindulásával kezdte meg.
2023-ban az MCC 90%-os tulajdonrészt szerzett a bécsi Modul Egyetemben. A turizmus-fókuszú magánegyetem alap-, mester- és doktori szintű képzési programokat kínál.
2024 tavaszán a Somlói úton megörökölt korábbi Munkásőr épületeket elkezdték lebontani, helyén nagyszabású építkezésbe kezdtek, hogy létrehozzanak egy olyan campust, amely megfelel a kor követelményeinek. Két épület helyett csak egy nagy épületet terveznek, köré pedig – a helyi lakosok által is látogatható – parkosított zöldterületet. A nyár végén tartott MCC Feszten 48 ezren vettek részt.
2025-ben vizsgálat indult az MCC brüsszeli irodája ellen, miután az az uniós jogszabályokat sértve nem hozta nyilvánosságra költségvetését.

## Szervezeti felépítés
Az MCC-n belül különféle iskolák, műhelyek, valamint a tehetséggondozó programokat irányító szakmai szervezeti egységek működnek. Ezek mellett még további öt kutatóintézet működik:
- Klímapolitikai Intézet[18]
- Magyar–Német Intézet az Európai Együttműködésért[19]
- Migrációkutató Intézet[20]
- Ifjúságkutató Intézet
- Tanuláskutató Intézet

A képzéseket a következő programok keretében végzik: Fiatal Tehetség, Középiskolás, Egyetemi, Posztgraduális, Posztdoktori és Roma Tehetség program, valamint Karrier- és Szakmai Fejlesztési Központ.
Az Egyetemi Program képzésen belül Jogi, Közgazdasági, Média-, Mindset Pszichológia, Nemzetközi Kapcsolatok és Társadalom- és Történelemtudományi iskolák működnek.
Az MCC kiterjedt nemzetközi kapcsolatokkal rendelkezik, nagy számú külföldi előadót, vendégoktatót hív Magyarországra és nemzetközi ösztöndíjakat biztosít a diákoknak. Vendégelőadó volt például Mark Khater, a Cambridge Egyetem Stratégiai és Teljesítményközpont vezetője; Jeffrey Sachs, közgazdász, akadémikus, közpolitikai elemző, a Columbia Egyetem Föld Intézetének korábbi igazgatója; Joshua Katz, nyelvész és klasszicista, a Princeton Egyetem korábbi professzora, valamint Tilo Schabert, író, politológus, a németországi Erlangeni Egyetem politológia professzor emeritusa.
A szervezet több száz nemzetközi vonatkozású rendezvényt szervez évente. Ilyenek a hetente megrendezésre MCC Budapest Lectures, a rendszeresen jelentkező MCC Ambassador Talk és MCC Lunch Talks, valamint a legnagyobb ilyen jellegű, minden évben megtartott esemény, az MCC Budapest Summit. A 2023-ban megrendezett MCC Budapest Békefórumon (MCC Budapest Peace Forum) 20 különböző országból érkezett 70 előadó, 35 szakértő. Az intézetben több nagy sikerű és szakmailag elismert előadó és vendégoktató is megfordult. 

### Oktatási programok
Az MCC tevékenysége magas színvonalú, ingyenes képzéseket és az azokat kiegészítő szellemi műhelymunkát foglal magában, amely könyvkiadást, konferenciákat, publikációkat, médiaszerepléseket, kerekasztal-beszélgetéseket és mobilitási programokat jelent. Az MCC nem versenytársa vagy alternatívája a közoktatási és felsőoktatási intézményeknek, azoktól függetlenül működik. Az MCC minden korosztály számára fejlődési lehetőséget kínál, ahol az egyénre szabott és kiscsoportos munka eredményeként az érdeklődésnek megfelelő tudás és szemléletmód biztosítása a cél. Az MCC erős alumni rendszert épít, karrierirodát működtet és ösztöndíjat kínál a diákoknak a tanulmányi eredményüknek megfelelően. Az MCC-nek az a célja, hogy segítse a diákokat a hagyományos oktatási rendszerben való jobb teljesítésben, valamint elősegítse a tehetséges fiatalok számára a karrierjükben való előrehaladást.
A képzések struktúrája 2023-ban:
- Korosztályos oktatási programok
- Fiatal Tehetség Program
- Középiskolás Program
- Egyetemi Program
  - Juniorképzés
  - Iskolarendszer
  - Posztgraduális Programok
- Roma Tehetség Program
- Közéleti Programok
  - Erdélyi Politikai Iskola
  - Női Közéleti Vezetőképző
  - Kárpátaljai Közéleti Vezetőképző
- MCC PhD Program
- Vezetőképző
- Vitaakadémia

## Célkitűzés
Az MCC azt a célt tűzte ki a 2020-ban történt léptékváltását követően, hogy néhány éven belül 10 ezer diák képzését fogja megvalósítani 35 helyszínen, valamint minden magyarországi megyében és a magyarlakta szomszédos országokban jelen legyen, így a Felvidéken, Erdélyben és a Délvidéken is indít majd képzést. Minden városban jelen lesz az általános iskolásoknak szóló Fiatal Tehetség Program (FIT), valamint a középiskolásokat megcélzó Középiskolás Program (KP), nyolc egyetemi városban (Budapesten, Bécsben, Kolozsvárott, Győrben, Miskolcon, Debrecenben, Szegeden és Pécsett) pedig bentlakásos egyetemi képzés is megvalósult.
Az oktatási-nevelési cél a teljes személyiséget fejlesztve, párbeszédre nyitott, közösségben gondolkodó és cselekvő, a magyarság kulturális és történelmi hagyományait ismerő, a világban tájékozódni képes személyiségek képzése. Olyan fiatal felnőtteké, akik fejlett önkifejezési készséggel, kritikus gondolkodással, nagy fokú szellemi autonómiával, egyéni felelősségvállalással, vállalkozószellemmel, folyamatosan szélesített műveltségi horizonttal és kiváló problémamegoldó kompetenciákkal rendelkeznek.

### Vidéki és határon túli terjeszkedés
Az MCC a nemzetért és a szűkebb közösségükért tenni akaró, lelkes fiataloknak ad lehetőséget arra, hogy képességeiket kibontakoztassák, nyitottak legyenek a világra, ismerjék a nemzetközi folyamatokat, a legkitűnőbb oktatóktól tanulhassanak, mindezt térítésmentesen, földrajzi elhelyezkedéstől, anyagi helyzettől függetlenül.
A vidéki építkezés jegyében az MCC számos rossz állapotú, ám nagy múltú, patinás, jobb sorsa érdemes épület felújítását vállalta magára azzal a céllal, hogy ezekben az emblematikus épületekben mihamarabb megkezdődhessen a tehetséggondozási tevékenység. Ezek közé tartozik a debreceni Aranybika Szálló, a győri Hotel Konferencia (régi nevén Rába Hotel), a miskolci Avas Szálló, a pécsi Nemzeti Kaszinó, a révfülöpi gyermek- és ifjúsági tábor, a szegedi Bartók Béla Művelődési Ház, a szekszárdi Sportszékház, a szombathelyi Petőfi utcai régi kollégium és a zalaegerszegi régi városháza épülete is.
A beruházások egyik célja, hogy az ingatlanok visszanyerjék a városokban betöltött korábbi központi szerepüket és régi fényüket. Kávézók, könyvesboltok és közösségi terek létesítésével is kívánják bekapcsolni az épületeket a városok kulturális életébe, az ott élőket pedig nyitott programok szervezésével kívánják elérni.

## Könyvkiadás
A Mathias Corvinus Collegium 2008-ban indította el könyvkiadói tevékenységét, de az első kiadványokat még társkiadóként jegyezte. Az önálló MCC Kiadó (MCC Press) 2021-ben kezdte meg működését. Az alapítvány könyvkiadói tevékenysége célja, hogy bevonja a hazai olvasóközönséget a Magyarországon kevésbé ismert, de az angolszász világban már megvívott vitákba. Emellett céljuk a példaértékű személyek életének és munkásságának ismertetése, valamint a hallgatóik, volt diákjaik és oktatóik publikálási lehetőségének biztosítása. Több kereskedelmi forgalomban is kapható kötetet jelentettek meg.
Az MCC 2021. március 24-én megszerezte a Libri–Bookline Zrt. (illetve a Libri–Bookline Csoport) részvényeinek közvetett stratégiai (vétójoggal rendelkező) kisebbségi tulajdonát. Az MCC azzal indokolta döntését, hogy az adásvételi tranzakció egyrészt a szervezet szakmai-szellemi építkezését szolgálja, másrészt racionális üzleti döntés, mert az MCC tevékenységének bővítésére is módot adhat. Az eredményekből származó bevételeket az MCC a jövőben a legtehetségesebb diákok képzésére, ösztöndíjára, mentorálására, külföldi taníttatási lehetőségeik kibővítésére fordíthatja.
2023. június 13-án közleményben tudatták, hogy az MCC nyilvánosságra nem hozott összegért felvásárolta Balogh Ákos tulajdonrészét, és ezzel 98,41%-os többségi tulajdonrészt szerzett a magyarországi könyvkereskedelmi és -kiadói piac legnagyobb szereplőjében, a Libri–Bookline cégcsoportban.

## Média
2024. december 18-án az MCC megvásárolta az InfoRádió 75 százalékát. A felvásárlás várhatóan 2025. január 1-jén zárul le. 2025. január elsejei hatállyal az MCC átvette a Mediaworks Hungary Zrt.-től a Mandiner online és nyomtatott kiadásának tulajdonjogát, a lapnak Szalai Zoltán, az MCC főigazgatója maradt a főszerkesztője és lapigazgatója. 2025 januárjában az eredetileg Új Média Holding Zrt.-t átnevezték MCC Média Holding Zrt.-re, ezzel is utalva a tulajdonosi viszonyokra, vezérigazgatója Kereki Gergő lett, aki az átnevezésig részvényese is volt a zrt.-nek.

## Politikai kötődése

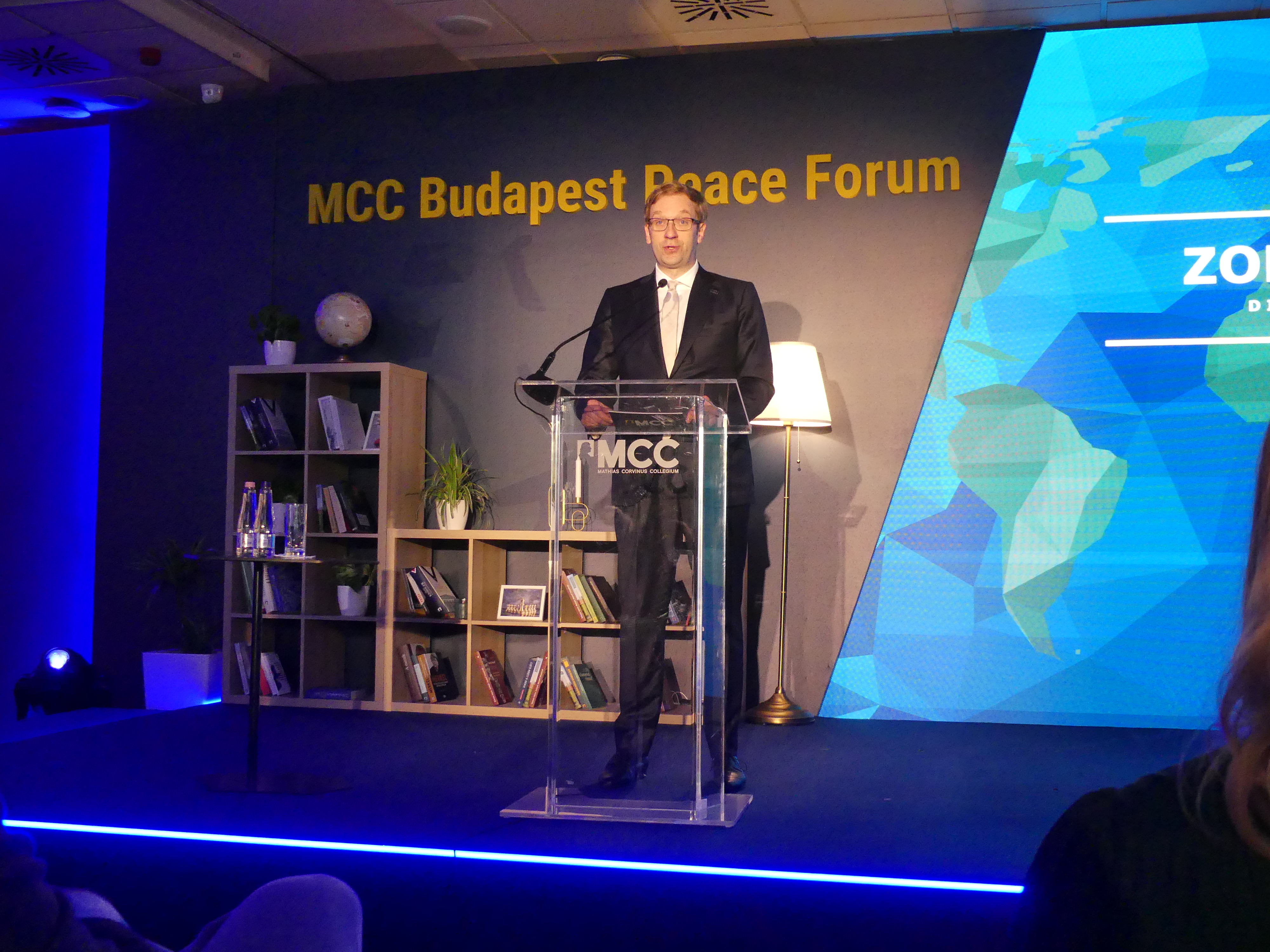
Szalai Zoltán főigazgató az MCC Budapest Békefórumon 2023-ban

Az MCC-t szoros kapcsolatok fűzik a magyarországi jobboldalhoz, a negyedik Orbán-kormány alatt az Országgyűlés több százmilliárd forintot érő részvénycsomaggal támogatta az intézményt. 2020-ban az MCC-t működtető alapítvány akkori árfolyamon hozzávetőlegesen 300 milliárd forintnak megfelelő dollár értékben kapott részvényeket az államtól, továbbá számos ingatlannal, többek között egy révfülöpi kastélyépülettel is gazdagodott, amely egy diáktábor területén – amely az Országos Tervezőhivatal korábbi üdülőjeként is funkcionált – helyezkedik el. Ugyanebben az évben további 100 milliárd forintot támogatást kapott az állami költségvetésből. Az alaptörvény módosítása miatt a támogatás megszűnik közpénz lenni, és az MCC utólagos ellenőrzés nélkül költheti el. Tevékenységéről és költéseiről a Mathias Corvinus Collegium (és korábban a Tihanyi Alapítvány) egyaránt éves beszámolót és közhasznúsági jelentést tesz közzé honlapján.
Szalai Zoltán, az MCC főigazgatója szerint egy ideológiailag semleges, de nem értéksemleges intézményként működnek: az MCC az ország iránt elkötelezett, a helyi közösségekért tenni akaró, honfitársaikért és a környezetükért felelősséget érző fiatalokat támogatja abban, hogy a bennük rejlő tehetséget – társadalmi és kulturális helyzetüktől függetlenül – kibontakoztathassák és azt saját maguk, hosszú távon pedig a magyarság javára kamatoztathassák. Az MCC célja, hogy segítsen létrehozni egy tehetséges, széles látókörű és nyelveket beszélő nemzedéket, amely Magyarország érdekeit képviselve részt tud venni a nemzetközi vitákban és döntéshozatalban. A központ támogatja az összmagyarság felemelkedését szolgáló közéleti párbeszéd és kultúra fejlesztését.